# Karlebo
Karlebo est une municipalité du département de Frederiksborg, au nord de l'île de Sjælland au Danemark.